# Robert Devleeshouwer
 (mai 2012).
Robert Devleeshouwer, né en 1925 et mort le 19 septembre 2012.

## Formation et carrière
Robert Devleeshouwer est titulaire à la fois d'un doctorat en Droit et d'un doctorat en Philosophie et Lettres (Histoire) obtenus à l'Université libre de Bruxelles (ULB). Succédant à Guillaume Jacquemyns, il a enseigné l'histoire économique et sociale ainsi que l'évolution des villes et des régions à l'ULB de 1962 à 1985.
Ses principaux travaux ont porté sur l'espace « belge » pendant la période française (1792-1814) ainsi que sur la Belgique contemporaine.
Son indépendance d'esprit, sa pensée tout en profondeur et en finesse simultanément, ont marqué des générations entières d'étudiants en bousculant bien des idées reçues et autres fausses apparences.

## Publications (aperçu)
- Les Belges et le danger de guerre : 1910-1914, Leuven, Nauwelaerts ; Paris, Béatrice-Nauwelaerts, 1958, 368 p.[2]
- L'arrondissement du Brabant sous l'occupation française - 1794-1795 - Aspects administratifs et économiques ; Bruxelles (ULB / Institut de Sociologie), 1964, 560 p.[3]
- « Le Consulat et l'Empire : période de "take-off" pour l'économie belge ? », Annales historiques de la Révolution française, no 201,‎ 1970, p. 437-449 (lire en ligne)
- Henri Rolin (1891-1973). Une voie singulière, une voix solitaire, Bruxelles, 1994, 611 p.[4]
- Sur l'histoire et le présent - Liber amicorum ; Bruxelles (Éditions EPO), 1999, 311 p.  (ISBN 2-87262-146-6) (reprend une sélection de 15 études et articles importants de R. Devleeshouwer, sélection complétée par une interview de l'historien)